# Biosfeerreservaat Voronezjski
Biosfeerreservaat Voronezjski, officieel V.M. Peskov Staatsbiosfeerreservaat Voronezjski (Russisch: Воронежский государственный природный биосферный заповедник им. В.М. Пескова), is een strikt natuurreservaat gelegen in de oblast Voronezj in het westen van Europees Rusland. De oprichting tot zapovednik vond plaats op 19 mei 1927 per decreet (№ 36/1927) van de Raad van Volkscommissarissen van de Russische SFSR. Op 15 februari 1985 werd het reservaat toegevoegd aan de lijst van biosfeerreservaten onder het Mens- en Biosfeerprogramma (MAB) van UNESCO. Biosfeerreservaat Voronezjski heeft een oppervlakte van 310,53 km². Ook werd er een bufferzone van 91,2 km² ingesteld.

## Kenmerken
Biosfeerreservaat Voronezjski ligt in de bossteppegordel in het midden van het Russisch Laagland, ongeveer 450 kilometer ten zuidoosten van Moskou en 40 kilometer ten noorden van de regionale hoofdstad Voronezj. Het reservaat is heuvelachtig en bestaat uit gemengde bossen met grove den (Pinus sylvestris), zomereik (Quercus robur) en winterlinde (Tilia cordata) en moerasbossen bestaande uit zwarte els (Alnus glutinosa), esp (Populus tremula), ruwe berk (Betula pendula) en es (Fraxinus excelsior). Het reservaat neemt qua hoogte geleidelijk af van oost naar west. De hoogste delen bevinden zich op 165 à 169 meter boven zeeniveau, waar zich ook de spoorlijn tussen Voronezj en Oesman bevindt. Het laagste deel van het reservaat bevindt zich op circa 90 meter boven zeeniveau in het dal van de rivier Voronezj.

## Dierenwereld
In het reservaat en de bufferzone zijn tot op heden 60 zoogdieren, 217 vogels, acht reptielen, negen amfibieën en 39 soorten vissen vastgesteld. Grote zoogdieren in het reservaat zijn vooral hoefdieren — het wild zwijn (Sus scrofa), ree (Capreolus capreolus), edelhert (Cervus elaphus) en eland (Alces alces). De wolf (Canis lupus) was altijd zeer zeldzaam in het reservaat totdat de soort vanaf begin jaren 80 niet meer bejaagd werd. De overvloed aan hoefdieren zorgde sindsdien ook voor een stijging in het aantal wolven en stabiliseerde zich rond de 20 à 25 individuen. Een van de zeldzaamste dieren in het reservaat is de Russische desman (Desmana moschata), een soort die op zowel de Russische Rode Lijst van bedreigde soorten als de Rode Lijst van de IUCN staat. Daarnaast nestelen er jaarlijks enkele koppels van de bastaardarend (Clanga clanga), slangenarend (Circaetus gallicus) en keizerarend (Aquila heliaca). Ook de middelste bonte specht (Dendrocopos medius) broedt in de bossen en is jaarrond in het reservaat aanwezig. De steenarend (Aquila chrysaetos) en klapekster (Lanius excubitor) worden alleen 's winters waargenomen.